# Sismos e erupção na Islândia em 2023
Os sismos e erupção na Islândia em 2023 estão relacionados com um enxame sísmico que começou em 24 de outubro de 2023 na Península Sul ou de Reykjanes, na Islândia, devido a uma intrusão magmática sob a área. A frequência e a intensidade dos sismos aumentaram dramaticamente em 10 de novembro, com 20 mil réplicas registradas até então, o maior dos quais excedeu a magnitude de 5,3. Foi ordenada uma evacuação na cidade de Grindavík, que está localizada perto da área da atividade sísmica. Foi relatado que a subsidência em grande escala dentro e ao redor da cidade causou danos significativos.
Em 18 de dezembro de 2023, uma erupção vulcânica começou em Sundhnúkur, a norte de Grindavík.

## Antecedentes
Embora os sismos sejam uma ocorrência frequente na Islândia devido à posição da ilha, que se estende pela Dorsal Mesoatlântica entre as placas tectônicas da Eurásia e da América do Norte, o enxame sísmico recente foi conhecido por ser mais extenso do que o normal. Três erupções vulcânicas ocorreram na Península de Reykjanes desde 2021, em torno do vulcão Fagradalsfjall.
O enxame sísmico de 2023 está associado a uma intrusão magmática estimada em até 15 quilômetros de comprimento que corre na direção sudoeste, começando em Kálfellsheiði [ˈkʰaulˌfɛlsˌheiːðɪ] e seguindo a linha da cadeia de crateras Sundhnúkur [ˈsʏntˌn̥uːkʏr̥] em uma profundidade de cerca de 800 metros. O maior dos sismos originou-se sob as crateras Sundhnúkur, mas posteriormente se propagou para sudoeste sob Grindavík e para o mar. A cidade fica sobre a erupção de lava de Sundhnúkur há cerca de 2 350 anos. É uma das seis comunidades da península situadas sobre ou perto de uma fissura eruptiva.

## Sismos
Os sismos de 2023 ocorreram quase quatro anos após o início da atividade vulcânica perto da montanha hialoclastita Þorbjörn, o que indicava que a Península de Reykjanes estava iniciando um novo ciclo vulcânico após 800 anos de inatividade. Esta é a quinta vez que uma intrusão magmática se forma no sistema vulcânico Eldvörp-Svartsengi desde dezembro de 2019. As intrusões anteriores não resultaram numa erupção. A agitação vulcânica anterior na península foi associada principalmente ao sistema Fagradalsfjall, onde três em cada quatro intrusões magmáticas confirmadas culminaram em erupções vulcânicas.

### Outubro
Um enxame sísmico começou na noite de 24 de outubro devido à intrusão magmática, com a intensidade dos sismos diminuindo em 30 de outubro. Aproximadamente 8 mil sismos foram detectados; a maioria desses tremores ocorreu a uma profundidade de 2 a 4 km. O Gabinete Meteorológico da Islândia (IMO) informou que o enxame se concentrou em torno de Svartsengi, a norte de Grindavík. No início do mês, a Península de Reykjanes sofreu mais de 700 sismos, com o mais forte atingindo uma magnitude de 3,3.

### Novembro

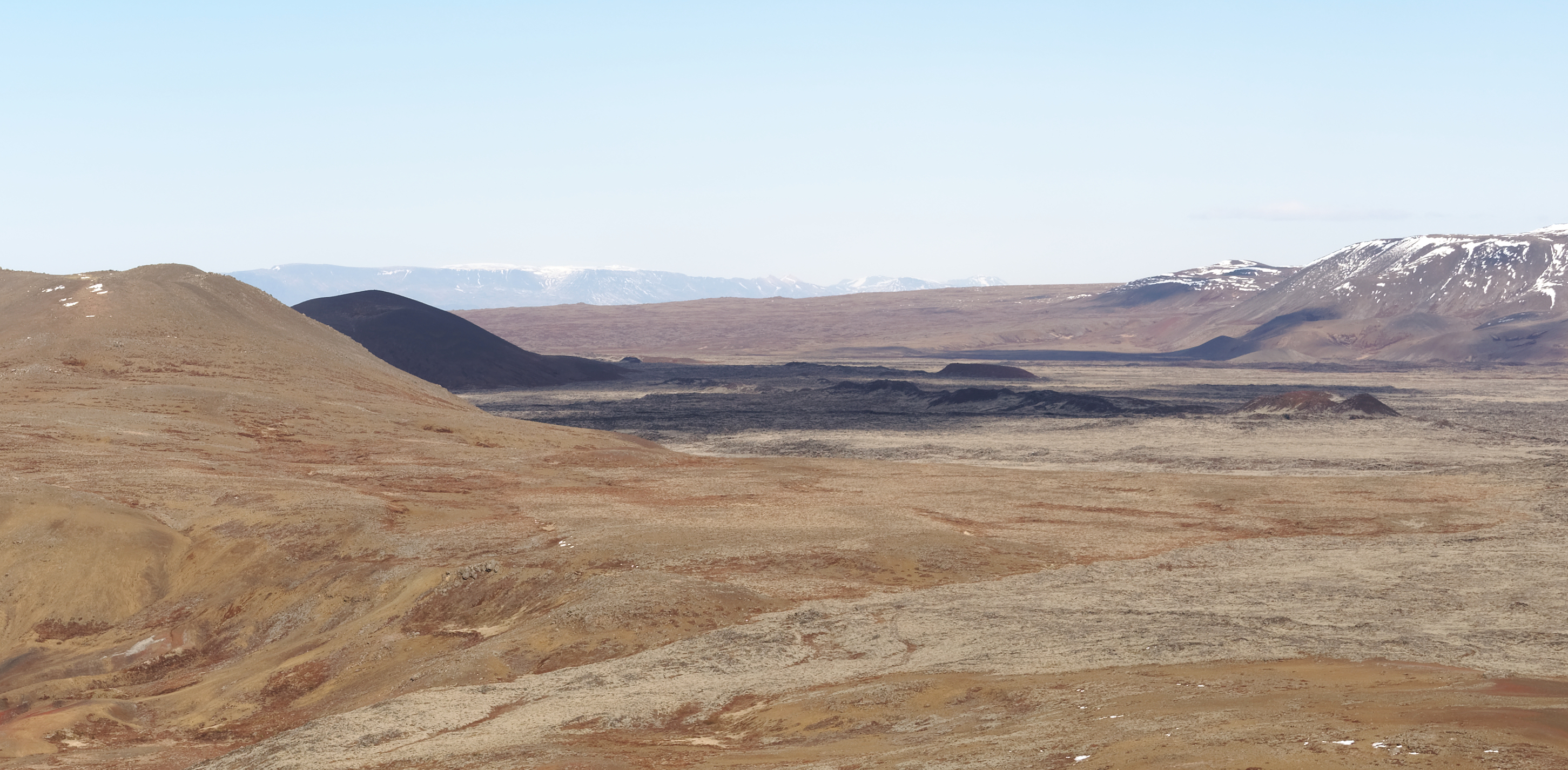
Crateras Sundhnúkur vistas do sudoeste

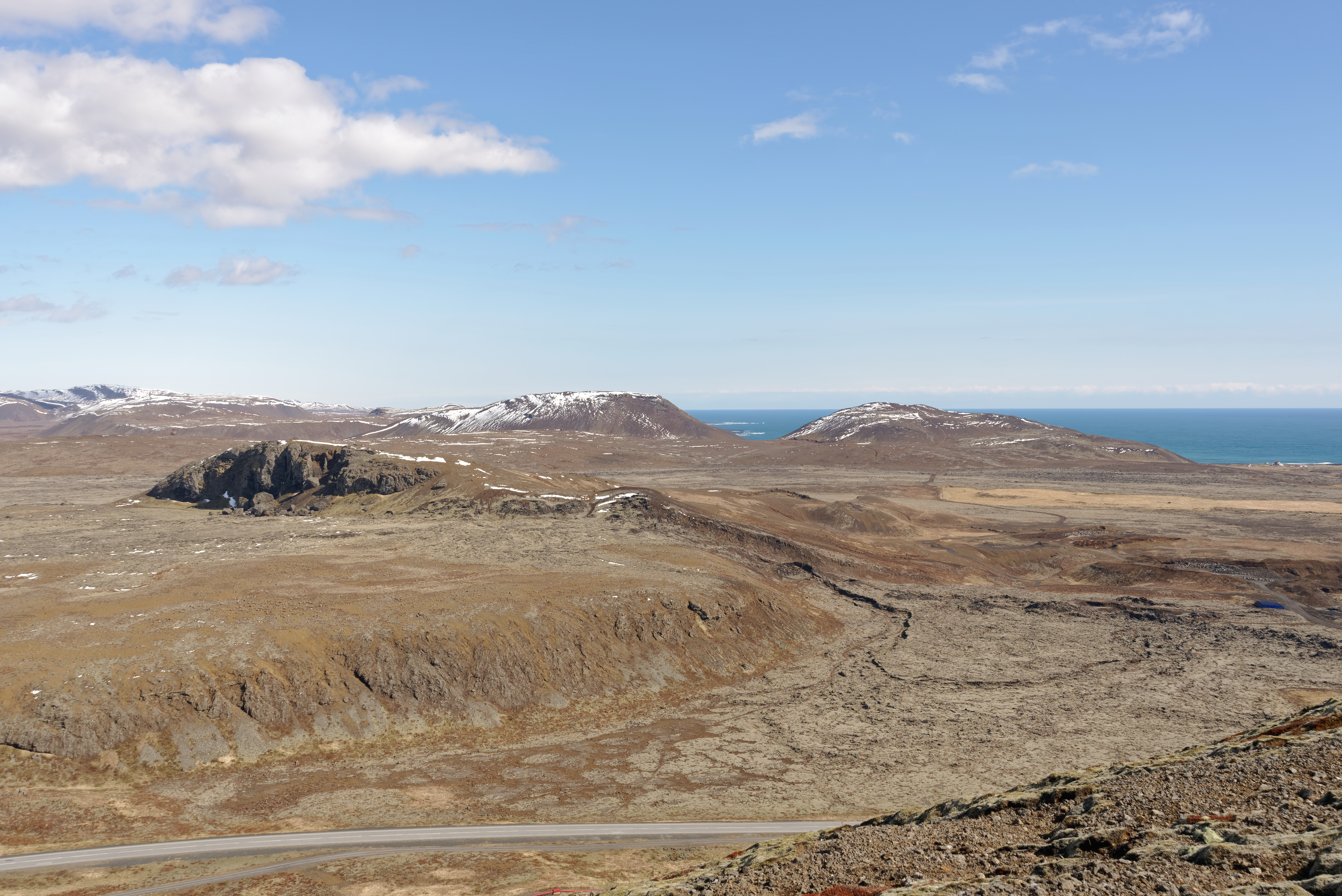
Hagafell (primeiro plano à esquerda), visto de Þorbjörn

O maior dos sismos até o momento atingiu a magnitude de 5,3 em 10 de novembro. Por esta altura, mais de 22 mil sismos tinham sido registados desde o início do enxame em outubro. O IMO previu que era provável uma erupção, afirmando que "levará vários dias (em vez de horas) para que o magma alcance a superfície". A maior extensão da intrusão de magma foi inferida em torno da cadeia de crateras Sundhnúkur, aproximadamente 3,5 km ao norte de Grindavík. Instrumentos detectaram a presença de dióxido de enxofre na atmosfera no dia 14 de novembro, indicando que o magma estava apenas algumas centenas de metros abaixo da superfície. Embora o número de sismos tenha diminuído um pouco desde 10 de novembro, o IMO ainda registrava entre 700 e 1 mil sismos diariamente até 14 de novembro.

### Dezembro
Em 1 de dezembro, "relativamente poucos sismos" foram detectados, embora o IMO sustentasse que uma erupção ainda era possível. É mais provável que o magma acumulado sob Svartsengi estivesse alimentando a cadeia de crateras Sundhnúkur de 15 km de comprimento, onde ocorreu a intrusão de magma. As deformações ainda estavam a ser medidas em estações próximas ao conduto, mas acreditava-se que isso se devia ao soerguimento do solo ocorrido em Svartsengi. No início do mês, dados recentes de GPS do IMO mostraram que o terreno tinha subido acima do seu nível antes do início da série de sismos. O professor Þorvaldur Þórðarson, especialista em vulcanologia da Universidade da Islândia, teorizou que esta elevação poderia ser atribuída a uma combinação de movimentos tectônicos e acúmulo de magma. Notavelmente, as pronunciadas mudanças terrestres em 10 de novembro podem ter facilitado a migração do magma dos reservatórios mais profundos para os mais superficiais.

## Erupção em Sundhnúkur
Na noite de 18 de dezembro de 2023, ocorreu uma erupção vulcânica em Sundhnúkur, ao norte de Grindavík, com imagens mostrando lava sendo expelida de fissuras no solo. A intensidade da erupção e a atividade sísmica que a acompanha diminuíram no início do dia 19 de dezembro, com lava vista espalhando-se lateralmente de ambos os lados das fissuras recém-abertas.
O Gabinete Meteorológico da Islândia (IMO) disse que a erupção ocorreu por volta das 22h17 GMT, após uma série de pequenos sismos por volta das 21h. Ele identificou a origem da erupção perto de Hagafell, cerca de 4 km a nordeste de Grindavik, e observou que a erupção resultou de uma fissura com cerca de 3,5 km de comprimento, com lava fluindo a uma taxa de cerca de 100 a 200 metros cúbicos por segundo, acrescentando que a atividade sísmica parecia estar a mover-se na direcção de Grindavik. Um oficial da Defesa Civil da Islândia disse à emissora pública RÚV que a erupção aconteceu rapidamente e parecia ser "um evento bastante grande". A erupção foi descrita como a maior na área desde o início da atividade em 2021, e foi visível até na capital Reykjavik, a 42 quilómetros de distância.
Em 19 de dezembro, o cheiro de fumaça e cinzas foi detectado a até 30 quilômetros do local da erupção, aumentando o temor de que gases vulcânicos pudessem chegar a Reykjavik no dia seguinte.

### Pós-erupção
Após a erupção vulcânica de 18 de dezembro, a Guarda Costeira islandesa enviou um helicóptero para a área para monitorizar a atividade. Vários atrasos foram relatados no Aeroporto Internacional de Keflavík, que permaneceu aberto. O spa Blue Lagoon, que havia reaberto no dia anterior, não aceitou reservas na noite da erupção. A polícia aumentou os níveis de alerta enquanto as autoridades de defesa civil alertavam o público para não se aproximar da área enquanto o pessoal de emergência avaliava a situação.